# Quirino di Siscia
Quirino di Siscia (III secolo – Szombathely, 4 giugno 309) è stato un vescovo e martire ungherese.

## Biografia
Quirino fu vescovo di Siscia, chiamata anche Sciscia o Scizia, nella Pannonia romana (oggi Sisak, in Croazia). Già nel 309 lo si trova menzionato da Eusebio di Cesarea nella sua Cronaca: essa narra che Quirino subì la persecuzione, voluta dall'imperatore Diocleziano (284-305) con l'editto di Nicomedia del 303. Dopo aver tentato inutilmente la fuga fu arrestato nel 309, sotto il governo di Galerio (305-311), per ordine del prefetto Massimo. 
Sottoposto a duro interrogatorio fu sollecitato ad ubbidire agli ordini imperiali e a bruciare l'incenso agli dei pagani, ma Quirino oppose un deciso rifiuto che gli costò la flagellazione e la reclusione nelle carceri di Massimo, dove compì diversi prodigi tra i quali la conversione del carceriere Marcello. 
Trascorsi tre giorni fu inviato a Sabaria (oggi Szombathely, in Ungheria) al prefetto della Pannonia Prima, Amanzio, il quale dopo aver nuovamente tentato di fargli abiurare la fede in Cristo, lo condannò a morte mediate annegamento. Quirino fu condotto su di un ponte sul fiume Perint e, legatagli una macina da mulino al collo, fu gettato nelle acque del fiume. Le cronache narrano di un ultimo miracolo compiuto dal santo ancora in vita: nonostante il peso della pietra, il suo corpo non accennava ad affondare nelle acque del fiume. I molti presenti furono presi da grande stupore fino a che Quirino non pregò il Signore perché lo lasciasse venire a sé. 
Recuperato il corpo dalle acque, i cristiani di Sabaria lo seppellirono presso la porta Scarabatensis.

## Culto
Tra la fine del IV e l'inizio del V secolo, quando delle popolazioni barbariche invasero la Pannonia, papa Gregorio Magno fece traslare il corpo di san Quirino a Roma all'interno di un mausoleo denominato platonica, posto dietro l'abside della Basilica di San Sebastiano sulla Via Appia, dove, come attestano gli Itinerari del VII secolo, fu molto venerato.
Stando alla tradizione, nell'anno 833 papa Gregorio IV (827-844) fece dono a Corrado I, signore di Correggio, del corpo di san Quirino, unitamente alle reliquie dei santi Tiburzio, Veronica, Ermete, Reparata e poste nell'antica chiesa di San Michele Arcangelo di Correggio. Una conferma, benché indiretta, dell'intervento di Gregorio IV nella vicenda delle reliquie dei santi martiri emerge dai documenti sul regno di tale pontefice; infatti, è documentato che nell'829, Gregorio IV ordinò la traslazione del corpo di sant'Ermete nella Basilica di San Marco Evangelista al Campidoglio mentre, pochi anni prima, papa Pasquale I (817-824) aveva compiuto una cosa analoga con le reliquie di san Tiburzio, portate nella Basilica di Santa Cecilia in Trastevere.
Alcune reliquie di san Quirino rimasero a Roma ed oggi sono conservate nella basilica di Santa Maria in Trastevere, mentre altre giunsero a Milano e ad Aquileia.
Nel 1654 il vescovo di Forlì, a nome della serenissima repubblica di San Marino, ottenne dai canonici della Basilica di San Quirino di Correggio una reliquia del santo, da inviare ai fedeli del monte Titano che da secoli veneravano il santo come compatrono del piccolo stato.
Il Martirologio geronimiano lo commemora il 4 giugno. Anche il Martirologio romano lo ricorda in questa data, con il seguente elogio: 

## Galleria d'immagini

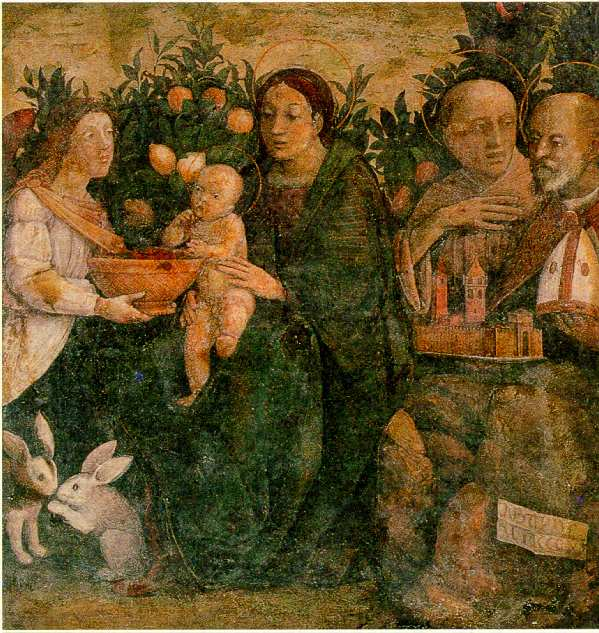
San Francesco e Quirino nella Madonna col bambino di A. Allegri
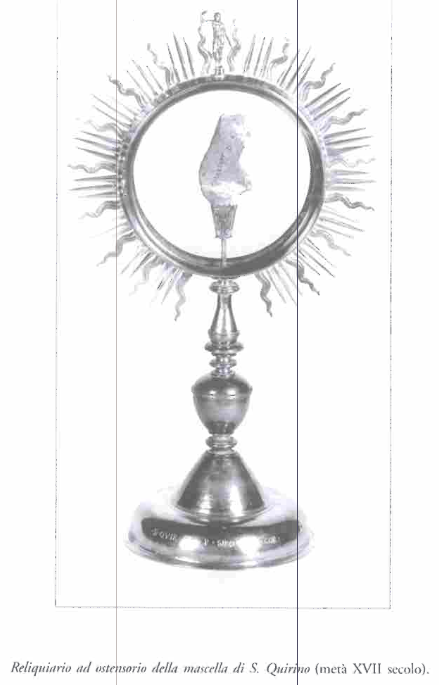
Reliquia della mascella di san Quirino
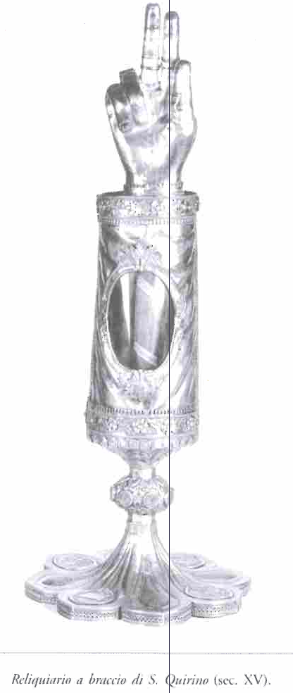
Reliquia del braccio di san Quirino